# 11135 Ryokami
11135 Ryokami eller 1996 XF3 är en asteroid i huvudbältet som upptäcktes den 3 december 1996 av den japanska astronomen Takao Kobayashi vid Ōizumi-observatoriet. Den är uppkallad efter det japanska berget Ryokami.
Asteroiden har en diameter på ungefär 5 kilometer.